# Camelia Diaconescu
Camelia Diaconescu (Văleni, 1963. február 2. –) olimpiai ezüstérmes román evezős.

## Pályafutása
Az 1984-es Los Angeles-i olimpián nyolcasban ezüstérmet szerzett társaival. Ugyanebben a versenyszámban 1985-ban és 1986-ban világbajnoki bronzérmes lett.

## Sikerei, díjai
- Olimpiai játékok – nyolcas
  - ezüstérmes: 1984, Los Angeles
- Világbajnokság – nyolcas
  - bronzérmes: 1985, 1986